# Neolimnomyia brunneus
Neolimnomyia brunneus är en tvåvingeart som beskrevs av Simon L.J. Stubbs 2008. Neolimnomyia brunneus ingår i släktet Neolimnomyia och familjen småharkrankar.
Artens utbredningsområde är Storbritannien. Inga underarter finns listade i Catalogue of Life.